# Кросценко-Выжне (гмина)
Кросценко-Выжне (пол. Krościenko Wyżne) — сельская гмина (волость) в Польше, входит как административная единица в Кросненский повет (Подкарпатское воеводство), Подкарпатское воеводство. Население — 5102 человека (на 2004 год).

## Демография
| Перепись                       | Всего   | Всего | Женщины | Женщины | Мужчины | Мужчины |
| ------------------------------ | ------- | ----- | ------- | ------- | ------- | ------- |
| Единицы                        | человек | %     | человек | %       | человек | %       |
| Население                      | 5102    | 100   | 2618    | 51,3    | 2484    | 48,7    |
| Плотность населения (чел./км²) | 312,4   | 312,4 | 160,3   | 160,3   | 152,1   | 152,1   |

## Сельские округа
1. Кросценко-Выжне
2. Пустыны

## Соседние гмины
1. Гмина Хачув
2. Гмина Корчина
3. Кросно
4. Гмина Мейсце-Пястове